# Fritz Scheler
Fritz Scheler (* 5. August 1925 in Mengersgereuth; † 4. Juni 2002 in Göttingen) war ein deutscher Internist, Nephrologe und Hochschullehrer.

## Leben
Fritz Scheler wurde 1925 als Sohn eines Eisenbahnschaffners und einer Schneiderin im südlichen Thüringen geboren. Werner Scheler war sein fast gleichaltriger Cousin. Fritz Scheler geriet 1944 in Kriegsgefangenschaft. 1948 legte er, noch in englischer Kriegsgefangenschaft, das Abitur ab. Er studierte an den Universitäten Göttingen und Freiburg Medizin. 1954 wurde er in Göttingen promoviert. 1955 heiratete er Elisabeth Correns, die Tochter von Carl Wilhelm Correns. 1960 wurde seine Tochter Gabriele Scheler geboren, die ebenfalls Wissenschaftlerin wurde.
Schelers Habilitation zur extrakorporalen Hämodialyse folgte 1964. Von 1967 bis 1993 war er Leiter der Abteilung Nephrologie und Rheumatologie der Uniklinik Göttingen. Fritz Scheler starb 2002 in Göttingen.

## Werk: Hämofiltration
Scheler prägte den Begriff der Hämofiltration und war Miterfinder und Pionier in der Entwicklung der Hämofiltration. Dabei wird Blutwasser über eine Membran abgepresst und anschließend Elektrolytlösung zurückgeführt. Diese Methode wurde von seinem Mitarbeiter Peter Kramer in Göttingen zum ersten Mal entwickelt, als ein Verfahren (Spontanfiltration) bei dem durch Eigendruck des Patienten-Kreislaufes Plasma abgepresst wird, um die Herzfunktion bei Herzversagen akut zu unterstützen. Später wurden die verschiedenen Verfahren der Hämofiltration (CAVH, CVVH etc.) weiterentwickelt. Die Hämofiltration wurde von Willem Kolff in einem Brief an Scheler als der nächste Schritt („next step“) seit der Erfindung der Dialyse erkannt.

## Werk: Arzneimittelsicherheit
Scheler hatte ein lebenslanges Interesse an Pharmakologie, das durch seine frühe Tätigkeit am Max-Planck-Institut für experimentelle Medizin entstanden war. Nach der Erfindung der Hämofiltration und dem Tod seines Mitarbeiters Peter Kramer wandte er sich verstärkt der Arzneimittelkommission zu. Seit 1975 hatte Scheler bereits der Arzneimittelkommission der Bundesärztekammer angehört, von 1981 bis 1993 wurde er ihr Vorsitzender. In diesem Zusammenhang ist auch seine Mitgründung des Instituts für Arzneimittelrecht an der juristischen Fakultät, inzwischen weiterentwickelt zu einem der führenden Einrichtungen auf dem Gebiet des Medizinrechts, der Universität Göttingen zu sehen. Scheler erhielt ein Ehrendoktorat der juristischen Fakultät in Anerkennung seiner Verdienste bei dieser Tätigkeit.

## Ehrungen
- Ernst-von-Bergmann-Plakette (1985)
- Friedrich-Voges-Medaille der Kassenärztlichen Bundesvereinigung
- Paracelsus-Medaille der Deutschen Ärzteschaft  (1994)
- Ehrendoktorwürde der Juristischen Fakultät der Georg-August-Universität Göttingen (1995)
- Ehrenmitglied der Gesellschaft für Nephrologie (1996)
- Fritz-Scheler-Stipendium der KfH-Stiftung Präventivmedizin[3]
- Bundesverdienstkreuz am Bande (1995)